# 脇田菜々子
脇田 菜々子（わきた ななこ、1997年3月7日 - ）は、日本将棋連盟所属の女流棋士。女流棋士番号は66。愛知県一宮市出身。中田章道七段門下。愛知県立一宮南高等学校、名城大学人間学部人間学科卒業。

## 棋歴

### 女流棋士になるまで
小学校1年生のときに幼馴染に教わって将棋を覚えた。
2009年4月、中学1年生のときに東海研修会に入会（F2クラス）。
2013年、高校1年生のときに第21回高校将棋新人大会女子の部優勝。
2013年12月には東海研修会でC2クラスに昇級し、高校生女流棋士を目指していたが昇級にわずか1勝届かず。
2015年に名城大学へ進学した。同年、研修会を退会。
大学2年生のとき（2016年度）、第37回学生女流名人戦で優勝すると、翌2017年の第38回大会でも優勝し2連覇。
2018年2月、再び東海研修会に入会（C2クラス）。同年8月にB2クラスに昇級し、翌9月に対局数要件を満たしたことで、この年の4月に改訂された「女流棋士規定」により、女流棋士2級となる権利を得た。

女流棋士資格申請を行い、名城大学4年生であった2018年11月1日付で連盟関西本部所属の女流棋士2級となった。

### 女流棋士になってから
2019年2月6日、第46期女流名人戦予選準決勝で山口絵美菜に勝ち、「女流名人戦予選決勝進出」の昇級条件を満たして女流1級に昇級した。
2019年度は公式戦17勝9敗の成績を挙げ、年度指し分け以上(8勝以上)の昇段規定により2020年4月1日付で女流初段に昇段した。
2022年8月1日付けで所属を関東に移すことを自身のブログで報告した。

## 棋風
居飛車党。

## 人物
女流棋士を意識し始めたのは2009年だが、本格的に目指し始めたのは学生女流名人戦優勝後の2017年。この背景に「加藤桃子への憧れ」を挙げている。
大学時代は心理学を専攻。また将棋部にも所属していた。学生女流名人戦2連覇は将棋部時代に達成したものである。
脇田と同じ一宮市の出身である中澤沙耶は、通った大学や将棋教室も同じであり、親しくしている。
趣味はカラオケやショッピング、雑貨屋巡り。
愛称は「わきにゃん」。

## 昇段・昇級履歴
女流棋士になるまで
- 2009年04月00日： 東海研修会 入会（F2クラス）[6]
- 2013年12月00日： 東海研修会 C2クラス昇級 [7]
- 2015年00月00日： 東海研修会 退会（2015年5月C2クラス）[19]
- 2018年02月04日： 東海研修会 再入会（C2クラス）[20]
- 2018年02月18日： 東海研修会 C1クラス昇級 [20]
- 2018年08月19日： 東海研修会 B2クラス昇級 [21][22]
- 2018年09月24日： 研修会B2昇級後に、研修会での48対局を終え、女流棋士2級となる権利を取得[23][注釈 2][注釈 3]

女流棋士（女流2級以降）
昇段規定は、将棋の段級 を参照。
- 2018年11月01日 ： 女流2級（プロ入り）[1]
- 2019年02月06日 ： 女流1級（女流名人戦予選決勝進出）[13]
- 2020年04月01日 ： 女流初段（年度成績指し分け以上・8勝以上／2019年度17勝9敗、女流通算22勝13敗）[14][31]

## 主な成績

### 在籍クラス
| 2021 | 1 | 順位決定トーナメント戦53位 | 順位決定トーナメント戦53位 | 順位決定トーナメント戦53位 | 順位決定トーナメント戦53位 | 順位決定トーナメント戦53位 |     |
| 2022 | 2 |                            |                            |                            |                            | D12x                       | 1-7 |
| 2023 | 3 |                            |                            |                            |                            | D24*                       | 4-4 |
| 2024 | 4 |                            |                            |                            |                            | D18*                       | 4-4 |
| 2025 | 5 |                            |                            |                            |                            | D17*                       |     |
| 女流順位戦の 枠表記 は挑戦者。右欄の数字は勝-敗(番勝負/PO含まず)。 順位戦の右数字はクラス内順位 ( x当期降級点 / *累積降級点 / +降級点消去 ) |   |                            |                            |                            |                            |                            |     |

### 年度別成績
| 年度             | 対局数 | 勝数 | 負数 | 勝率   | (出典) | 女流通算成績 | 女流通算成績 | 女流通算成績 | 女流通算成績 | 女流通算成績 |
| ---------------- | ------ | ---- | ---- | ------ | ------ | ------------ | ------------ | ------------ | ------------ | ------------ |
| 2018年度         | 9      | 5    | 4    | 0.5555 | [ 32 ] | 対局数       | 勝数         | 負数         | 勝率         | (出典)       |
| 2019年度         | 26     | 17   | 9    | 0.6538 | [ 31 ] | 35           | 22           | 13           |              |              |
| 2020年度         | 21     | 8    | 13   | 0.3809 | [ 33 ] | 56           | 30           | 26           |              |              |
| (小計) 2018-2020 | 56     | 30   | 26   |        |        | 女流通算成績 | 女流通算成績 | 女流通算成績 | 女流通算成績 | 女流通算成績 |
| 年度             | 対局数 | 勝数 | 負数 | 勝率   | (出典) | 対局数       | 勝数         | 負数         | 勝率         | (出典)       |
| 2021年度         | 23     | 10   | 13   | 0.4347 | [ 34 ] | 79           | 40           | 39           |              |              |
| 2022年度         | 26     | 13   | 13   | 0.5000 | [ 35 ] | 105          | 53           | 52           |              |              |
| 2023年度         | 21     | 7    | 14   | 0.3333 | [ 36 ] | 126          | 60           | 66           | 0.4761       | [ 37 ]       |
| 2024年度         | 24     | 13   | 11   | 0.5416 | [ 38 ] | 150          | 73           | 77           | 0.4866       | [ 39 ]       |
| (小計) 2021-2024 | 94     | 43   | 51   |        |        |              |              |              |              |              |
| 通算             | 150    | 73   | 77   | 0.4866 | [ 39 ] |              |              |              |              |              |
| 2024年度まで     |        |      |      |        |        |              |              |              |              |              |